# Monasterio de Nuestra Señora del Soto

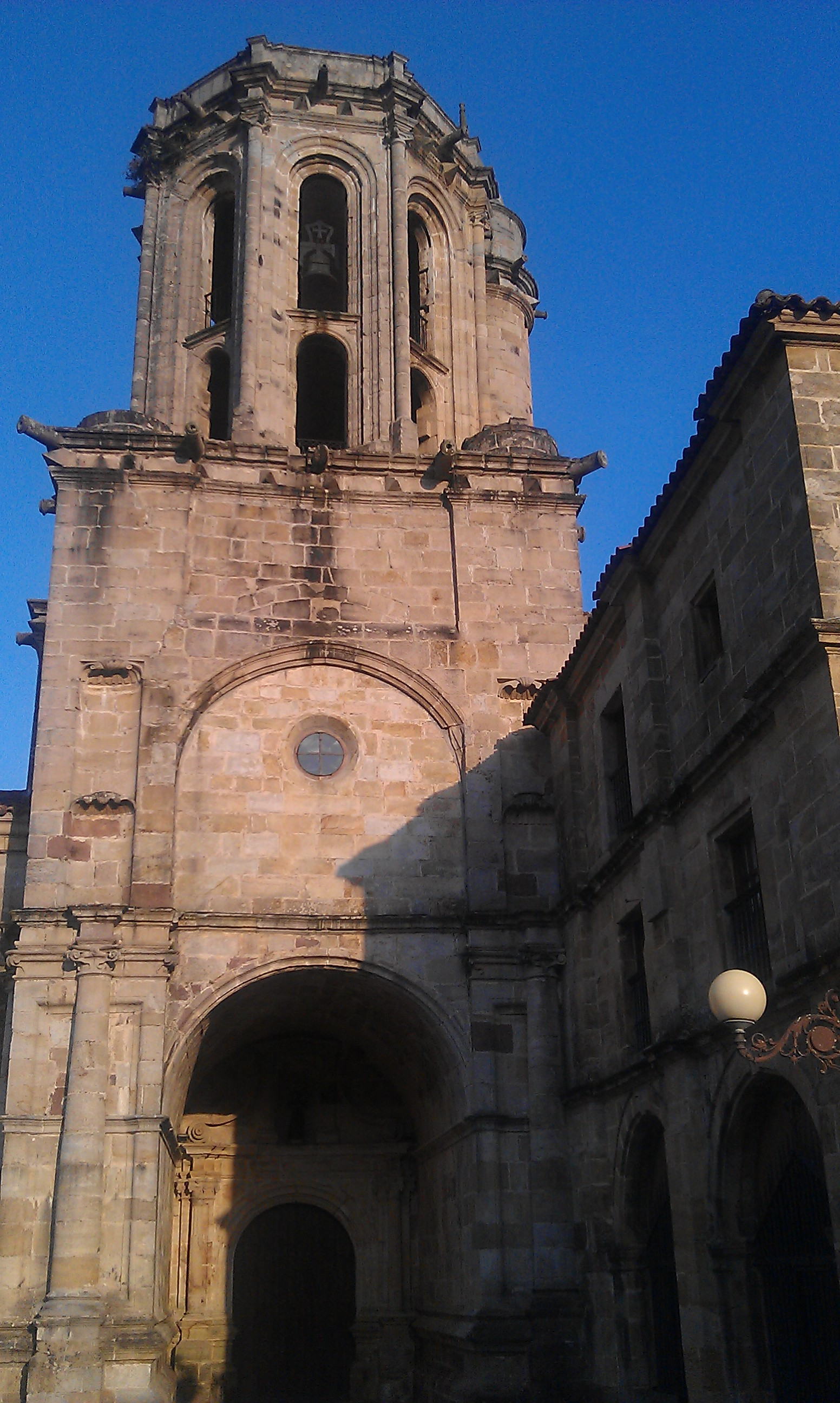
Vista de la torre y la entrada desde la plazuela que le da acceso en El Soto.

Nuestra Señora del Soto es un monasterio del valle de Toranzo situado en el lugar de El Soto, en Iruz (Cantabria, España). Se construyó en el siglo XVII sobre una iglesia de arquitectura gótica, manteniendo una torre del siglo XVI. Juan de Naveda fue el arquitecto de la iglesia. Posteriormente, en 1626, se encargó el claustro a Lorenzo de Jorganes, posiblemente por deterioro de uno ya existente.
Se trata de un conjunto clasicista. La iglesia tiene planta de cruz latina, transepto bien marcado y cabecera plana, y está cubierta con bóvedas de arista excepto en el crucero, cubierto con una bóveda de media naranja.